# Bethlehem (groupe)
Pour l’article homonyme, voir Bethlehem.
Bethlehem est un groupe de black metal allemand, originaire de Grevenbroich. Le groupe est formé en 1991 et donne le nom au style dark metal en fonction du nom de leur premier album. Au cours des albums, le groupe fait évoluer son style vers un rock dépressif.
La composition du groupe est très instable. Actuellement, seul un membre du groupe original fait toujours partie du groupe (Bartsch). À chaque album, des changements s'effectuent. Cela permet au groupe de ne jamais sonner pareil d'un album à l'autre tout en gardant la touche du groupe.

## Biographie
Tout débute en 1990, lorsque Bartsch rencontre Matton au sein d'un groupe de thrash, heavy et black metal nommé Dark Tempest. Rapidement, les deux musiciens se trouvent insatisfaits car ils n'arrivaient à exprimer les côtés mélancoliques et dépressifs qui leur tenait à cœur. Durant l'été 1991, ils rencontrent Classen et Steinhoff et décident de former Bethlehem.
La première démo est publiée en septembre 1992, une seconde en mars 1993, et enfin le 45T Thy Pale Dominion en août 1993 au label Nightmare Records. Fin 1993, ils signent leur premier contrat avec Adipocere Records, cette collaboration donne lieu à l'album Dark Metal en août 1994, un album aux sonorités black, doom et death metal qui donnent les bases au style dark metal. Puis, changement de label pour le second album Dictius Te Necare qui sortira donc chez Red Stream en 1996 et qui aura un côté plus black metal d'un point de vue vitesse, tout en gardant le côté dépressif qui est leur marque de fabrique.
Il est suivi par l'album S.U.I.Z.I.D. (Sardonischer Untergang Im Zeichen Irrelioser) le 18 juin 1998, puis d'un mini-CD Reflektionen aufs Sterben la même année, qui devient le tournant vers une musique moins enfermée dans un genre, puisqu'on y retrouve des éléments de musique acousmatique/musique concrète par exemple.
Ils publient ensuite l'album Schatten Aus Der Alexander Welt au label Prophecy Productions en 2001, un petit label allemand. Cet album est une grande surprise car ils laissent vraiment libre cours à leur musique avec des morceaux très éclectiques. En 2004, le groupe publie l'album Mein Weg de nouveau au label Red Stream.
Le 14 mai 2009 sort un split - 7 "single, Suizidal-Ovipare Todessehnsucht, en collaboration avec le groupe de black metal américain Benighted in Sodom, au label Obscure Abhorrence Productions.
Le 22 octobre 2010, ils publient un mini-CD de six titres, Stönkfitzchen, avec quatre nouvelles chansons. Kvarforth reprend le chant et chante pour la première fois en allemand. Jürgen Bartsch joue à la basse, Olaf Eckhardt à la guitare électrique, et Steve Wolz à la batterie. Le 10 octobre 2014, dix ans après le premier album studio, Mein Weg, le groupe publie l'album Hexakosioihexekontahexaphobia via Prophecy Productions. L'album est enregistré et produit entre août et septembre 2014.

## Style musical
Bethlehem joue une musique relativement dépressive, et très mélancolique. Un des thèmes récurrents est le suicide comme le montre ne serait-ce que les titres des albums : Dictius Te Necare (en français, « vous devez vous tuer »), S.U.I.Z.I.D., Suicide Radio ou Reflektionen aufs Sterben (en français, « réflexions sur la mort »). Ceci est en partie dû au fait que le suicide et la mort occupent une partie importante de la vie des premiers membres, et notamment du pilier du groupe : Bartsch. Plusieurs de leurs amis et proches se sont suicidés, et donc selon leurs dires : Bethlehem est leur exutoire. Du point de vue des textes, on retrouve aussi souvent Alexander Welt, qui est une sorte de vue à la troisième personne du subconscient de Bartsch.

## Controverses
Les premiers problèmes apparaissent en septembre 1992, lorsqu'un jeune fan de 14 ans découvre la première démo du groupe. La mère du jeune appellera Bartsch à son domicile pour se plaindre de l'influence négative qu'a eu leur musique sur son fils. Plusieurs parents se réuniront pour tenter de « combattre » le groupe. De même plusieurs de leurs premiers concerts furent censurés par la police à cause des côtés satanistes de certaines paroles.

## Discographie
- 1994 : Dark Metal
- 1996 : Dictius Te Necare
- 1998 : Sardonischer Untergang im Zeichen irreligiöser Darbietung
- 2001 : Schatten aus der Alexander Welt
- 2004 : Mein Weg
- 2006 : Bethlehem
- 2019 : Lebe Dich Leer

## Membres

### Membres actuels
- Jürgen Bartsch - basse (tous les albums), synthétiseur, programmation (sur Mein Weg) (membre fondateur)
- Steve Wolz - batterie (depuis Profane Fetmilch Lenzt Elf Krank)
- Olaf Eckhardt - guitare (depuis Schatten aus der Alexanderwelt)
- Andreas Tekath - piano, clavier de session (sur Mein Weg)
- Guido Meyer de Voltaire - chant (depuis Schatten aus der Alexanderwelt)

### Anciens membres
- Reiner Tiedemann - clavier (Schatten aus der Alexanderwelt), remixes (Suicide Radio)
- Klaus Matton - guitare (jusqu'à Profane Fetmilch Lenzt Elf Krank)
- Marco Kehren - chant (sur S.U.I.Z.I.D. ; Reflektionen aufs Sterben)
- Markus Lossen - batterie (sur S.U.I.Z.I.D. ; Reflektionen aufs Sterben)
- Cathrin Campen - chant féminin (sur S.U.I.Z.I.D. ; Reflektionen aufs Sterben)
- Rainer Landfermann - chant (sur Dictius Te Necare)
- Steinhoff - batterie (jusqu'à Dictius Te Necare)
- Classen - chant (jusqu'à Dark Metal)
- Oliver Schmidt - clavier de session (sur Thy Pale Dominion)